# 동자개
동자개(Tachysurus fulvidraco, 문화어: 자개, 영어: yellowhead catfish 또는 Korean bullhead) 또는 속칭 빠가사리는 메기목 동자개과에 속하는 육식성 민물고기이다.

## 이름
동자개는 열대어 시노돈티스와 같이 '빠가빠가'하는 소리를 내서 흔히 "빠가사리"라고 한다. 또한 지느러미 끝에 있는 가시로 쏜다고 '쐬기'라고도 한다.

## 생태
동자개는 물살이 느리고 모래나 진흙이 깔려 있는 곳이나 자갈이 많은 곳에 살며 따뜻하고 탁한 물을 좋아한다. 낮에는 돌 밑이나 바위틈에 숨어 있다가 밤에 나와서 먹이를 찾아다닌다. 작은 물고기, 새우, 물벌레 따위를 잡아먹는다. 물고기알이나 지렁이도 먹는다.

## 산란
알은 5~7월 사이에 낳는다. 수컷은 얕은 물가에서 가슴지느러미로 진흙 바닥을 파서 알자리를 마련한다. 암컷이 와서 알을 낳으면 수컷은 알을 지킨다. 2~3년 정도 지나면 성체가 된다.

## 용도
주로 식용으로 쓰이며 꺽지, 징거미새우 등과 함께 잡어 매운탕에 들어간다. 그러나 최근에는 관상어로도 쓰인다.

## 같이 보기
- 꼬치동자개
- 눈동자개
- 대농갱이
- 밀자개
- 종어